# Xả súng Kalmunai 2019
Vào ngày 26 tháng 4 năm 2019, lực lượng an ninh Sri Lanka và phiến quân National Thowheeth Jama'ath được cho là có liên quan đến Nhà nước Hồi giáo Iraq và Levant đã đụng độ khi lực lượng an ninh đột kích một ngôi nhà ở thị trấn Sainthamaruthu ở Kalmunai, Ampara vào buổi tối khoảng 7.30 tối. Ngôi nhà đã được các chiến binh sử dụng để sản xuất thuốc nổ và áo tự sát. Ba kẻ đánh bom tự sát đã nổ tung giết chết chín người trong gia đình của họ, trong đó có sáu trẻ em, trong khi bốn nghi phạm khác bị lính bắn chết. Một thường dân đã thiệt mạng và hai người khác bị thương trong cuộc đọ súng.